# Citigroup Centre (Londres)
Citigroup Centre
O Citigroup Centre (também conhecido como Citi Centre e 25 Canada Square) é um arranha-céu edificado na cidade de Londres como parte do complexo Canary Wharf. É sede européia da rede bancária Citigroup. Foi projetado por César Pelli e possui 201 metros (659 pés) de altura sendo o 5.º prédio mais alto de Londres.